# Hans Bänziger (Germanist)
Hans Bänziger (* 15. Januar 1917 in Romanshorn; † 8. März 2005 in Romanshorn; heimatberechtigt in Lutzenberg AR) war ein Schweizer Germanist, Hochschullehrer, Redaktor und Literaturhistoriker aus dem Kanton Appenzell Ausserrhoden.

## Leben
Hans Bänziger war ein Sohn von Emil Bänziger, Färbereibesitzer und Doktor der Chemie. Im Jahr 1943 heiratete er Klara Ida Sieber, Tochter des Bäckermeisters Hans Sieber. Von 1937 bis 1942 studierte er Germanistik, Geschichte und Didaktik in Zürich. Im Jahr 1943 erwarb er den Doktortitel der Philosophie. Von 1943 bis 1967 arbeitete er als Kantonsschullehrer in Trogen. Ab 1952 bis 1967 lehrte er als Dozent an der Handelshochschule St. Gallen. Bänziger habilitierte sich im Jahr 1965 mit der 1958 publizierten Untersuchung Heimat und Fremde. Von 1963 bis 1967 arbeitete er Mitredaktor der Zeitschrift Reformatio. Von 1967 bis 1982 war er Professor am Bryn Mawr College (Pennsylvania, USA). Bänziger schrieb zahlreiche Bücher über Autoren des 20. Jahrhunderts: Werner Bergengruen, erschienen 1950, Frisch und Dürrenmatt, publiziert im Jahr 1960, und Peter Bichsel, Weg und Werk, erschienen 1984. Er war Mitglied des Schweizer Schriftstellerinnen- und Schriftsteller-Verbands und des PEN-Clubs.

## Werke
- Hans Bänziger: Ehre als Ideal, Idol und Freipass zu töten: über praktische, literarische und theoretische Aspekte neuzeitlicher Ehrbegriffe. Rostock: BS-Verlag 2002.